# Tour Mirage
La Tour Mirage est un gratte-ciel de la ville de Panama, au Panama.

## Historique
Elle est surnommée "Le Mirage" en raison de l'effet de son verre à l'extérieur de la tour.
La tour Mirage située à Punta Paitilla (es), à Panama City est une tour résidentielle, utilisée comme hôtel, qui fut le plus haut bâtiment du Panama, avec 48 étages et 172 mètres, en 1997. Pendant plus de 10 ans il fut le plus haut bâtiment du secteur de Punta Paitilla, jusqu'à ce que le gratte-ciel The Point le dépasse.
Les matériaux utilisés pour sa construction sont le verre et l'acier. 